# Mahasamghika
A Mahāsāṃghika (do sânscrito, "Grande Sanga"; em chinês: 大眾部; pinyin: Dàzhòng Bù) foi uma das primeiras escolas budistas, e compreende um dos dois primeiros ramos do budismo inicial, junto da Sthaviravada.

## Origens
Sua origem remonta ao primeiro cisma na sanga que separou dois movimentos no budismo, o sthavira nikaya e o mahāsāṃghika nikaya. A razão para o cisma remonta ao período que sucedeu à realização do segundo concílio budista. Durante o segundo concílio havia dois grupos que tinham posicionamentos distintos, um era constituído pelos sthaviras (anciãos) que defendiam um processo mais rígido na disciplina monástica e o outro era formado pelos bhikkhus de Vaixali que defendiam um processo menos rígido.
Eles entraram em desacordo a respeito da admissibilidade de algumas regras monásticas (vinaya). Os sthaviras defendiam que os bhikkhus estavam negligenciando tais regras. Por outro lado, os bhikkhus acreditavam que os sthaviras queriam adicionar mais regras ao vinaya original. Conforme consta no Śāriputraparipṛcchā, o primeiro relato sobrevivente do evento, os mahāsāmghikas haviam resistido à tentativa reformista dos sthaviras em apertar a disciplina, organizando o terceiro concílio budista pouco tempo depois.
O Terceiro Concílio Budista foi celebrado em Pataliputra, organizado por um grupo de monges descontentes que conseguiram reunir um quórum considerável, razão pela qual ficou conhecido como mahāsāṃghika, para discutir o assunto das regras monásticas. Eles se recusaram a aceitar o que entenderam como a adição de regras pela minoria, o assunto principal deste concílio se referia a falibilidade do status de arhat sustentado pelos mahāsāṃghikas. Acredita-se que esse cisma tenha decorrido após o reinado de Asoka.
Por outro lado, segundo outras fontes, o cisma teria ocorrido após o Segundo Concílio e não se referia às questões de disciplina monástica. Nesse último caso, uma das sugestões referentes à causa do grande cisma foram os desentendimentos entre as cinco teorias sobre um arhat supostamente invocados por Mahādeva, que mais tarde teria fundado a seita Mahāsāṃghika. Étienne Lamotte demonstrou também que a existência do personagem "Mahādeva" foi uma interpolação posterior dos sectários.